# Melitta Sollmann
Melitta Sollmann (Gotha, 20 agosto 1958) è un'ex slittinista tedesca orientale.

## Biografia
Esordì in Coppa del Mondo nella stagione 1978/79, conquistò il primo podio il 14 gennaio 1979 nel singolo a Hammarstrand e la prima vittoria il 9 marzo 1980 sempre nel singolo a Königssee. In classifica generale ottenne un terzo posto nella specialità del singolo nel 1982/83.
Prese parte ad una edizione dei Giochi olimpici invernali, a Lake Placid 1980, occasione in cui colse la medaglia d'argento nel singolo.
Ai campionati mondiali ottenne tre medaglie nel singolo, delle quali due d'oro a Königssee 1979 e ad Hammarstrand 1981. Nelle rassegne continentali vinse due titoli europei nel singolo ad Oberhof 1979 ed a Valdaora 1980, oltre ad una medaglia di bronzo.

## Palmarès

### Olimpiadi
- 1 medaglia:
  - 1 argento (singolo a Lake Placid 1980).

### Mondiali
- 3 medaglie:
  - 2 ori (singolo a Königssee 1979; singolo a Hammarstrand 1981);
  - 1 argento (singolo a Lake Placid 1983).

### Europei
- 3 medaglie:
  - 2 ori (singolo a Oberhof 1979; singolo a Valdaora 1980);
  - 1 bronzo (singolo a Winterberg 1982).

### Coppa del Mondo
- Miglior piazzamento in classifica generale nel singolo: 3ª nel 1982/83.
- 6 podi (tutti nel singolo):
  - 3 vittorie;
  - 3 secondi posti.

#### Coppa del Mondo - vittorie
| Data            | Luogo     | Paese          | Disciplina |
| --------------- | --------- | -------------- | ---------- |
| 9 marzo 1980    | Königssee | Germania Ovest | Singolo    |
| 11 gennaio 1981 | Imst      | Austria        | Singolo    |
| 24 gennaio 1982 | Königssee | Germania Ovest | Singolo    |